# John Terry
John George Terry (Londres, 7 de dezembro de 1980) é um ex-futebolista inglês que atuava como zagueiro, considerado um dos melhores defensores da história da Premier League.
Terry é um dos maiores ídolos do Chelsea Football Club, clube onde foi capitão e disputou mais de 700 partidas entre 1998 e 2017, conquistando nesse período 17 títulos, sendo o mais importante deles a Liga dos Campeões da UEFA de 2011–12. Também defendeu a Seleção Inglesa de Futebol, onde foi capitão entre 2006 e 2012. Em 2003, 2004, 2005, 2006, 2007, 2008 e 2009, o zagueiro foi nomeado para a Seleção do Ano da FIFA, sendo indicado também em 2015.

## Carreira

### Clubes

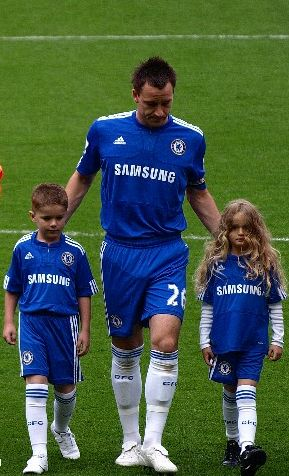
Terry (ao centro) em partida pelo Chelsea em 2009

Terry começou nas equipes de base do Chelsea. Estreou pela equipe principal em outubro de 1998, sob o comando de Gianluca Vialli. Em 2000, foi emprestado para o Nottingham Forest, retornando no mesmo ano.
Em 2001, foi eleito revelação do Chelsea e, na temporada seguinte, marcou presença em quase cinquenta jogos, marcando gols nas quartas de final e semifinais da Copa da Inglaterra.
Voltou a se destacar na temporada seguinte, ajudando o Chelsea a terminar o campeonato em 4º lugar. O fato de ter sido eleito capitão de equipe no início da temporada 2003–04 acrescentou consistência ao futebol de Terry. O zagueiro marcou três gols em 33 partidas da Premier League, ajudando o Chelsea a terminar a temporada em segundo lugar. Terry revelou-se igualmente impressionante na Liga dos Campeões, antes da equipe londrina ser eliminada pelo Monaco nas semifinais.
Na temporada 2004–05, Terry, herdando a faixa de capitão do francês Marcel Desailly, liderou o Chelsea na conquista da Premier League; o primeiro do time de Londres em cinquenta anos. Também ajudou os Blues a ganhar a Copa da Liga Inglesa e, novamente, chegar às semifinais da Liga dos Campeões, perdendo para o Liverpool.
Na temporada 2005/2006, com sua reputação cada vez mais em alta, Terry foi peça importante na equipe que conquistou o bicampeonato da Premier League.
Na final da Liga dos Campeões em 2008 (contra o Manchester United), Terry perdeu um pênalti após escorregar na hora da cobrança, acabando com as chances do Chelsea levantar a, até então, inédita taça da Champions League.
Na temporada 2009/2010, Terry foi um dos líderes da equipe, nas conquistas da Premier League e Copa da Inglaterra, o primeiro double da história do Chelsea.
Em 2012, Terry conquistou a Liga dos Campeões da UEFA pelo Chelsea, mas não jogou contra o Bayern de Munique na final, devido a uma expulsão contra o Barcelona pelas semifinais. No ano seguinte, conquistou a Liga Europa da UEFA.
Em 2015, Terry venceu seu quarto título da Premier League, sendo um dos principais nomes da conquista. Com sua ajuda, o Chelsea obteve a defesa menos vazada do campeonato, sofrendo apenas 32 gols em 38 jogos.
No dia 16 de janeiro de 2016, Terry completou 700 jogos com a camisa do Chelsea, ficando atrás apenas de Ron Harris (795) e Peter Bonetti (729), entre os jogadores que mais atuaram pelos Blues.
No dia 17 de abril de 2017, o Chelsea anunciou que Terry iria sair no fim da temporada. Seu último jogo com a camisa do Chelsea foi no dia 21 de maio de 2017, em uma vitória sobre o Sunderland. Após o fim da partida, Terry levantou seu quinto troféu da Premier League, sendo ovacionado pela torcida dos Blues.
No dia 7 de outubro de 2018, o jogador anunciou sua aposentadoria como atleta.

## Escândalos

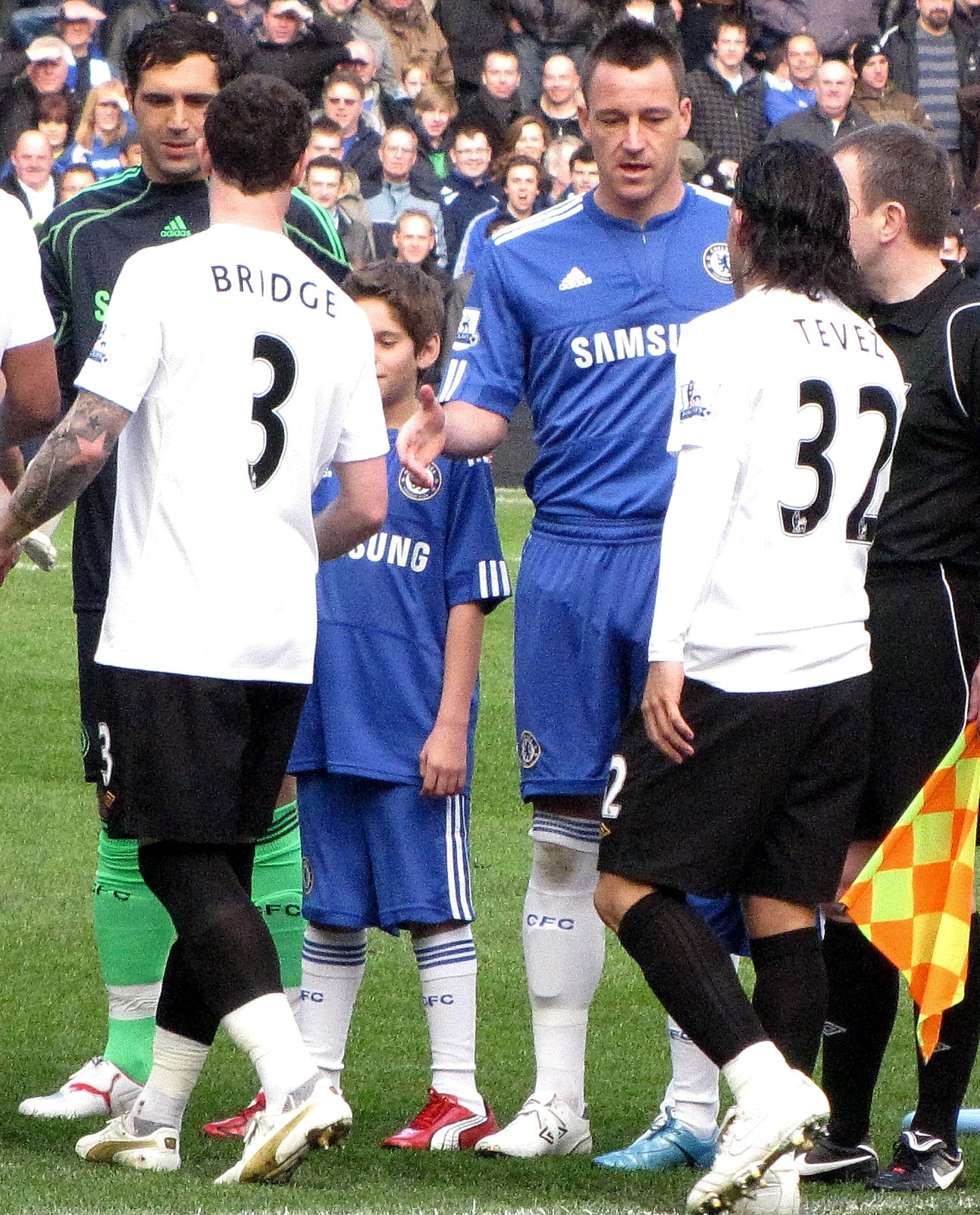
O momento em que Wayne Bridge (número 3) se recusa a cumprimentar Terry.

Em 2010 viu-se envolvido num escândalo ao ter-se envolvido com Vanessa Perroncel, então mulher do jogador Wayne Bridge. O caso chegou a colocar em risco o futuro de Terry no English Team, já que Terry e Bridge eram companheiros de seleção.
A Federação Inglesa de Futebol emitiu na segunda-feira um comunicado sobre o assunto no qual aponta que será o próprio treinador, Fabio Capello responsável por tomar a decisão sobre o futuro de Terry como capitão da Seleção Inglesa.
Em entrevista ao jornal “Daily Mail”, Capello afirmou: “Eu sei tudo. Mas ainda não posso falar nada até voltar a Londres na quinta-feira”,
Segundo o diário “The Sun”, os jogadores ingleses vão aceitar a decisão do treinador, mas esperam que ele perdoe o caso extraconjugal do capitão.
Em 27 de fevereiro de 2010, em partida válida pelo campeonato inglês, Terry e Bridge, jogadores do Chelsea e Manchester City, respectivamente, protagonizaram uma cena histórica na hora dos tradicionais cumprimentos.
Traído por Terry, Bridge cumprimentou a todos os adversários da fila, mas, quando chegou a vez do zagueiro, deixou o jogador do Chelsea com a mão estendida no vazio e seguiu cumprimentando os demais atletas do elenco londrino, em cena repetida inúmeras vezes pela televisão. O Manchester City venceu o Chelsea por 4x2 na partida que ficou conhecida como A vingança do marido traído.
Após o incidente; Terry perdeu a faixa de capitão na seleção inglesa para Rio Ferdinand, salvou seu casamento com sua atual esposa e manteve a faixa de capitão no Chelsea.
Em 23 outubro de 2011, Terry foi acusado de "perturbação da ordem pública com agravante racial" contra o companheiro de profissão Anton Ferdinand, na partida contra o Queens Park Rangers, válida pela Premier League. Depois de cinco dias de julgamento, Terry foi considerado inocente por falta de provas.

## Seleção Inglesa

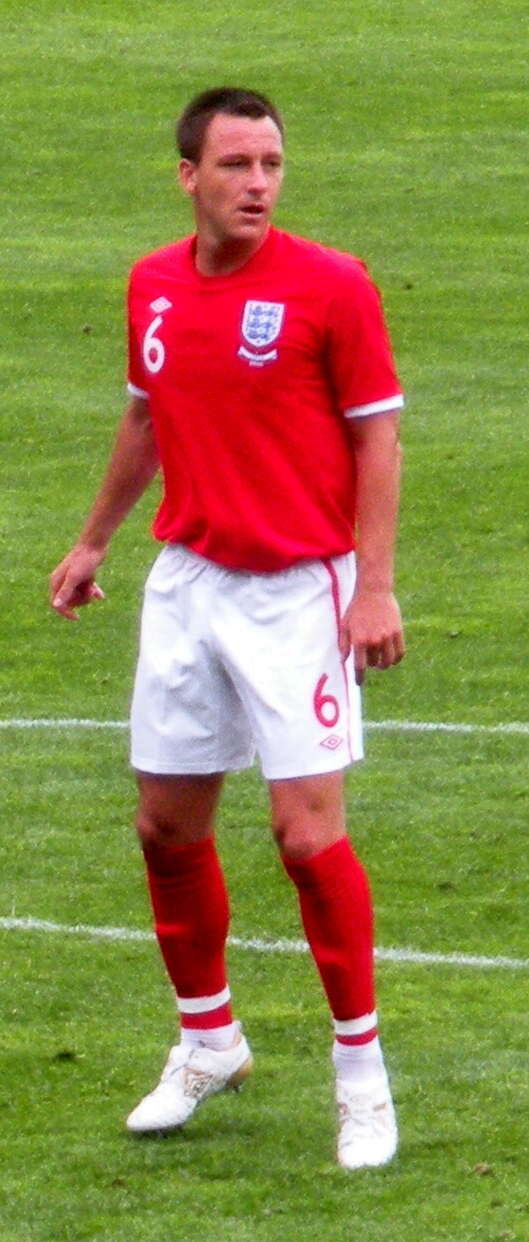
Terry em partida pela Seleção Inglesa em 2010.

Foi chamado pela primeira vez à equipe de Sven Göran Eriksson em março de 2003, para os confrontos contra Liechtenstein e Turquia em partidas de classificação à Eurocopa. Porém, acabou não sendo utilizado e teve de esperar pelo jogo contra a Sérvia e Montenegro, em Junho.
Na sua partida, foi o melhor jogador em campo no empate com a Turquia, que carimbou a classificação da Inglaterra para a fase final, em Portugal.
Terry marcou o primeiro gol do novo Estádio de Wembley, contra a Seleção Brasileira.
No dia 23 de setembro de 2012, anunciou sua aposentadoria da Inglaterra. O zagueiro anunciou sua aposentadoria da seleção em resposta ao que considera uma perseguição da Federação Inglesa após o suposto caso racista com Anton Ferdinand, em 2011.

### Estatísticas
| Ano   |       |      |
| Ano   | Jogos | Gols |
| ----- | ----- | ---- |
| 2003  | 6     | 0    |
| 2004  | 9     | 0    |
| 2005  | 6     | 0    |
| 2006  | 14    | 2    |
| 2007  | 7     | 1    |
| 2008  | 6     | 2    |
| 2009  | 10    | 1    |
| 2010  | 7     | 0    |
| 2011  | 7     | 0    |
| 2012  | 6     | 0    |
| Total | 78    | 6    |

## Títulos
Chelsea
- Liga dos Campeões da UEFA: 2011–12
- Liga Europa da UEFA: 2012–13
- Campeonato Inglês: 2004–05, 2005–06, 2009–10, 2014–15 e 2016–17
- Copa da Inglaterra: 1999–00, 2006–07, 2008–09, 2009–10 e 2011–12
- Copa da Liga Inglesa: 2004–05, 2006–07 e 2014–15
- Supercopa da Inglaterra: 2005 e 2009

Seleção Inglesa
- Torneio de Verão da FA: 2004

### Prêmios Individuais
- FIFA World XI: 2004–05, 2005–06, 2006–07, 2007–08 e 2008–09
- Melhor Zagueiro da UEFA: 2005, 2008 e 2009
- Time do Ano da UEFA: 2005, 2007, 2008 e 2009
- Seleção da Copa do Mundo da FIFA: 2006
- Futebolista Inglês do Ano da PFA: 2004–05
- Equipe do Ano do Campeonato Inglês: 2003–04, 2004–05, 2005–06 e 2014–15
- Equipe do Século XXI do Campeonato Inglês: 2007
- Jogador de Janeiro do Campeonato Inglês: 2005
- Jogador do Ano do Chelsea: 2000–01 e 2005–06
- Troféu Alan Hardaker: 2005 e 2015